# پیشکار مردم
پیشکار مردم (اوکراینی: Слуга народу، آوانگاری: Sluha narodu , SN) یک حزب سیاسی در اوکراین است.
پیشکار مردم در اواخر سال ۲۰۱۷ بنیانگذاری شد و در ۳۱ مارس ۲۰۱۸ بر پایه «حزب دگرش استوار» که پیشتر ثبت شده بود، ثبت رسمی شد. نام این حزب از سریال تلویزیونی اوکراینی خادم مردم گرفته شده‌است. در انتخابات پارلمانی ۲۰۱۹، این حزب ۱۲۴ کرسی از فهرست سراسری و ۱۳۰ کرسی حوزه قانون‌گذاری را به دست آورد. رئیس‌جمهور فعلی اوکراین ولودیمیر زلنسکی (که در فیلم خادم مردم بازی کرده است) یکی از اعضای این حزب است.

## تاریخ

### پایه‌گذاری
از دیدگاه قانونی، حزب پیشکار مردم جانشین حزب دگرش استوار (اوکراینی: Партія рішучих змін) که از آوریل ۲۰۱۶ وجود داشت و توسط یوجین یوردیگا پایه‌گذاری شده بود، شده‌است.
این حزب در دسامبر ۲۰۱۷ به نام سریال تلویزیونی موفق اوکراینی خادم مردم با بازی ولودیمیر زلنسکی و ساخت شرکت تلویزیونی او به نام کوارتال ۹۶ تغییر نام داد. نخستین رهبر این حزبِ تغییر نام/تغییر رویه داده، مدیر عامل شرکت کوارتال ۹۵، ایوان باکانوف بود. زمانی که کوارتال ۹۵ حزب را پایه‌گذاری کرد، آنها ادعا کردند که انجام این کار برای جلوگیری از دزدیدن نام سریال توسط دیگران برای «اهداف سیاسی بدبینانه» بوده‌است. به گفته زلنسکی در تابستان ۲۰۱۷، «برخی آدم‌های سرکش» تقریباً تا پایه‌گذاری حزبی به نام «پیشکار مردم» پیش رفته بودند و به همین دلیل کوارتال ۹۵ حزب پیشکار مردم خود را ثبت کرد تا رأی‌دهندگان گمراه نشوند. زلنسکی در اوایل سال ۲۰۱۸ گفت که این حزب «هنوز یک برنامه و پروژه سیاسی» نیست و در مورد آینده آن گفت: «باید دید.»

نشان پیشین پیشکار مردم

در دسامبر ۲۰۱۷، ۴ درصد از اوکراینی‌هایی که در نظرسنجی بنیاد ابتکارات دموکراتیک ایلکو کوچریف و مرکز رازومکوف شرکت کردند، آمادگی خود را برای رأی دادن به حزبی به نام «پیشکار مردم» در انتخابات پارلمانی اعلام کردمد که در می ۲۰۱۸ این تعداد به ۵ درصد، که کمینه لازم برای گذر از آستانه انتخابات اوکراین است، افزایش یافت. هنگامی که در سپتامبر ۲۰۱۸، چسنو، نهاد وارسی دموکراسی در اوکراین، تلاش کرد با زلنسکی و نمایندگان حزب تماس بگیرد تا بپرسد آیا حزب در انتخابات شرکت می‌کند یا خیر، سخنگوی کوارتال ۹۵ پاسخ داد: «شوربختانه نمایندگان حزب نمی‌توانند در مورد درخواست شما اظهار نظر کنند. در حال حاضر هیچ اطلاعاتی وجود ندارد که برای شما جالب باشد." سرویس مطبوعاتی کوارتال ۹۵ (همچنین) نتوانست تصویری از رهبر حزب، باکانوف، را به چسنو ارائه دهد. چسنو متوجه شد که رهبری حزب فقط از آدم‌های در پیوند با کوارتال-۹۵ تشکیل شده‌است.
آگهی‌نماهای تبلیغاتی "پیشکار مردم" در نوامبر ۲۰۱۸ در خیابان‌های شهرهای اوکراین پدیدار شد. زلنسکی بعدها اعتراف کرد که این آگهی‌نماها با اینکه از دیدگاه قانونی تنها فصل سوم سریال تلویزیونی «خدمت‌کار مردم» را تبلیغ و آگهی می‌کردند، اما بخشی از کارزار انتخاباتی او نیز بودند، تا کارزار او بتواند «در هزینه‌های زیادی پس‌انداز کند». نخستین سرمایه‌گذاران حزب یا سازمان‌های غیردولتی بودند که نیازی به گزارش منشأ کمک‌های خود نداشتند یا شرکت‌هایی بودند که همگی آدرس خود را در یک هفته تغییر داده بودند، که این باعث شد چسنو به این باور برسد که این شرکت‌ها به هم در پیوند هستند. تقریباً همه بودجه انتخابات در آستانه سخنرانی سال نو ۲۰۱۹ زلنسکی دریافت شد که در آن او نامزدی خود را در انتخابات ریاست جمهوری اوکراین در سال ۲۰۱۹ اعلام کرد.

### پیروزی در انتخابات ریاست جمهوری و پارلمانی ۲۰۱۹

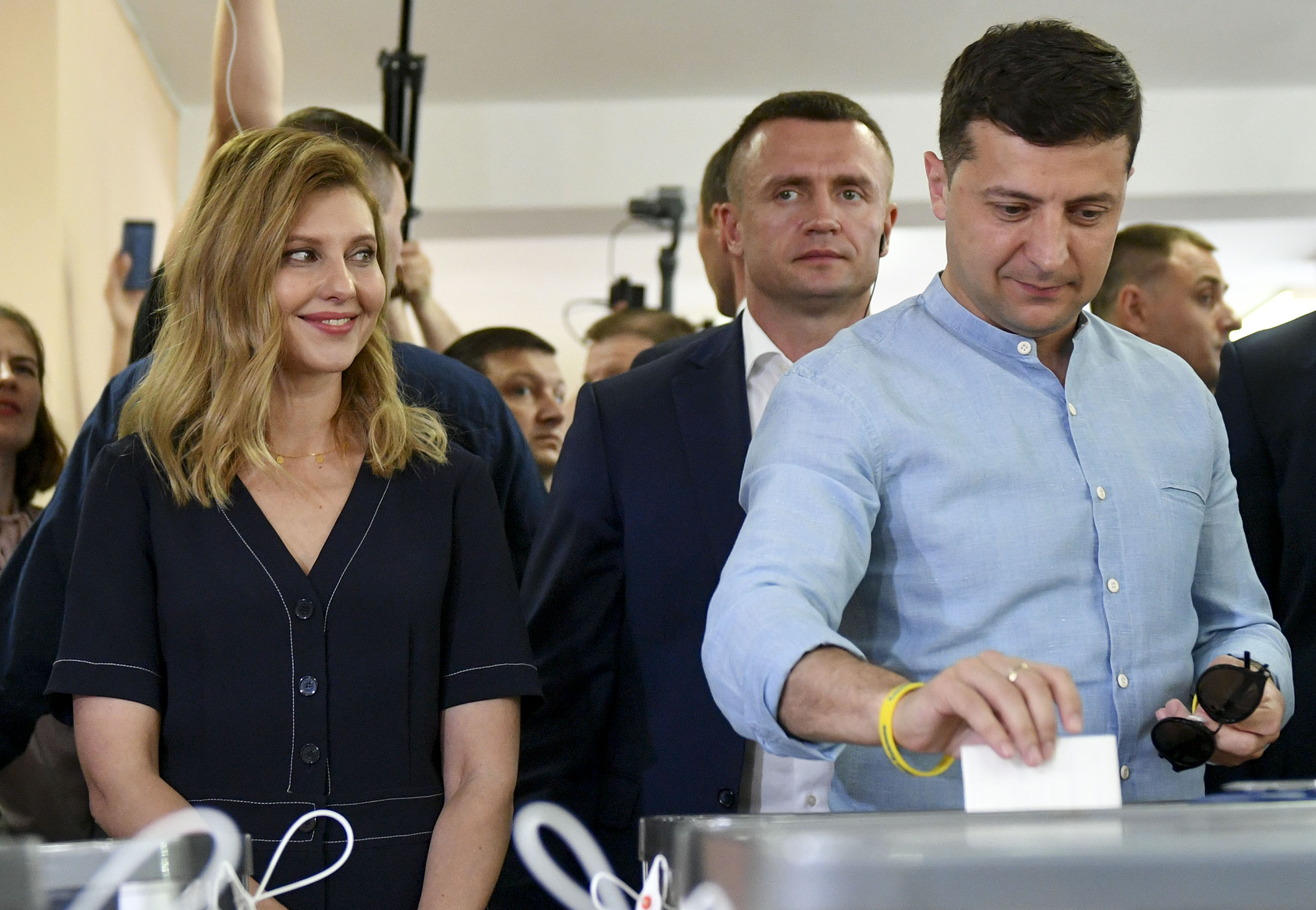
ولودیمیر زلنسکی در سال ۲۰۱۹ رای می‌دهد

در اواخر دسامبر ۲۰۱۸ زلنسکی به عنوان نامزد ریاست جمهوری از حزب در انتخابات ریاست جمهوری ۲۰۱۹ معرفی شد. زلنسکی در حالی که در ژانویه ۲۰۱۹ در نظرسنجی‌ها عقب بود، تا ماه مارس پیشرو نظرسنجی‌ها شد. او در دور نخست انتخابات ریاست جمهوری پیروز شد و مقام اول را به دست آورد و به دور دوم در برابر رئیس‌جمهور زمان، پوروشنکو در ۲۱ آوریل ۲۰۱۹ رفت و با به دست آوردن بیش از ۷۳ درصد آرا در انتخابات پیروز شد. زلنسکی گفت که این حزب نه با بلوک پترو پوروشنکو و نه با بستر مخالف‌ها (اپوزیسیون) - یعنی حزب «برای زندگی» وارد دولت ائتلافی نخواهد شد.

## انگارگان و موقعیت
پیشکاران مردم در مرکز طیف‌شناسی سیاسی قرار دارد، در حالی که ایدئولوژی و انگارگان سیاسی آن به عنوان پوپولیستی و لیبرال توصیف شده‌است.
در ۲۳ مه ۲۰۱۹، روسلان استفانچوک، نماینده زلنسکی در ورخونا رادا، گفت که حزب، آزادی‌خواهی (لیبرالیسم) را به عنوان انگاره و ایدئولوژی کانونی خود برگزیده است. با این حال، در ۳ ژوئن ۲۰۱۹، رئیس دفتر انتخابات حزب، الکساندر کورنینکو، ادعا کرد: «۲۰ یا ۱۰۰ کیلومتر از کیف خارج شوید، و هیچ‌کس موضوع ایدئولوژی و انگاره را در آنجا را درک نخواهد کرد، کسی نمی‌داند چه کسی راست، چپ یا مرکز است. حزب، مرامنامه خود را در تارنمای خود دارد، و همه چیز را آنجا توضیح می‌دهد.» پس از اینکه کورنینکو به عنوان سرپرست حزب در اوایل نوامبر ۲۰۱۹ برگزیده شد گفت که انگارگان آن زمان حزب یعنی " آزادیخواهی " تغییر خواهد کرد، و این کار «برای یافتن مصالحه و آشتی در حزب لازم است.» او ادعا کرد که انگارگان حزب نو «چیزی میان دیدگاه‌های لیبرال و سوسیالیستی خواهد بود.» در کنگره حزب در فوریه ۲۰۲۰، کورنینکو گفت که انگارگان حزب «میانه‌گرایی اوکراینی» است. به گفته وی، این یک ایدئولوژی است که «رد زیاده‌روی، تفریط سیاسی و تندروی را در خود دارد. با این حال این میانه‌گرایی خلاقانه و نو است.»
در برنامه انتخاباتی برای انتخابات پارلمانی ۲۰۱۹، این حزب اظهار داشت: «ما مطلوب‌ترین سازوکار را برای سرمایه گذاران خارجی اوکراینی‌الاصل ارائه خواهیم کرد». همچنین حزب وعده داد که «سازوکاری برای خروج نمایندگانی که اعتماد رأی دهندگان را از دست داده‌اند» معرفی می‌کند. این برنامه همچنین تعدادی دموکراسی مستقیم و پیشنهادات ضد فساد را مطرح کرد. این حزب همچنین قول داده‌است که همکاری اوکراین را با اتحادیه اروپا و ناتو گسترش دهد و همچنین ادعا کرد که هدف اصلی آن دستیابی به درآمد و کیفیت زندگی بالاتر از متوسط اروپایی برای اوکراینی‌ها است.
در اوایل ژوئیه ۲۰۱۹، روسلان استفانچوک، نفر شماره ۲ در فهرست انتخاباتی حزب، گفت «زبان اوکراینی باید (در یک فرایند به اصطلاح " اوکراینی سازی") و به شکل "بسیار ملایم" و نه با ممنوعیت، و نه با آزار، بلکه فقط با برابری ترویج شود. زمانی که محتوای زبان اوکراینی جالب‌تر و با کیفیت‌تر شود، قطعاً نگرش دیگری خواهیم داشت. در همین حال، دولت باید همه سازوکارها را برای این کار ایجاد کند.»

## عملکرد انتخاباتی

### رادا ورخوونا

نتایج انتخابات ورخوفنا رادا ۲۰۱۹

| انتخابات | رهبر حزب         | کارایی    | کارایی | کارایی | کارایی     | کارایی | رتبه | دولت   |
| انتخابات | رهبر حزب         | رای       | %      | ± صص   | صندلی‌ها    | +/-    | رتبه | دولت   |
| -------- | ---------------- | --------- | ------ | ------ | ---------- | ------ | ---- | ------ |
| ۲۰۱۹     | دیمیترو رازومکوف | ۶٬۳۰۷٬۷۹۳ | ۴۳٫۱۶  | جدید   | ۲۵۴ از ۴۵۰ | نو     | ۱    | اکثریت |

### انتخابات ریاست جمهوری
| انتخابات | نامزد           | دور اول   | دور اول | دور دوم    | دور دوم | نتیجه     |
| انتخابات | نامزد           | رای       | %       | رای        | %       | نتیجه     |
| -------- | --------------- | --------- | ------- | ---------- | ------- | --------- |
| ۲۰۱۹     | ولودیمر زلینسکی | ۵٬۷۱۴٬۰۳۴ | ۳۰٫۲۴   | ۱۳٬۵۴۱٬۵۲۸ | ۷۳٫۲۲   | انتخاب شد |

## نقدها

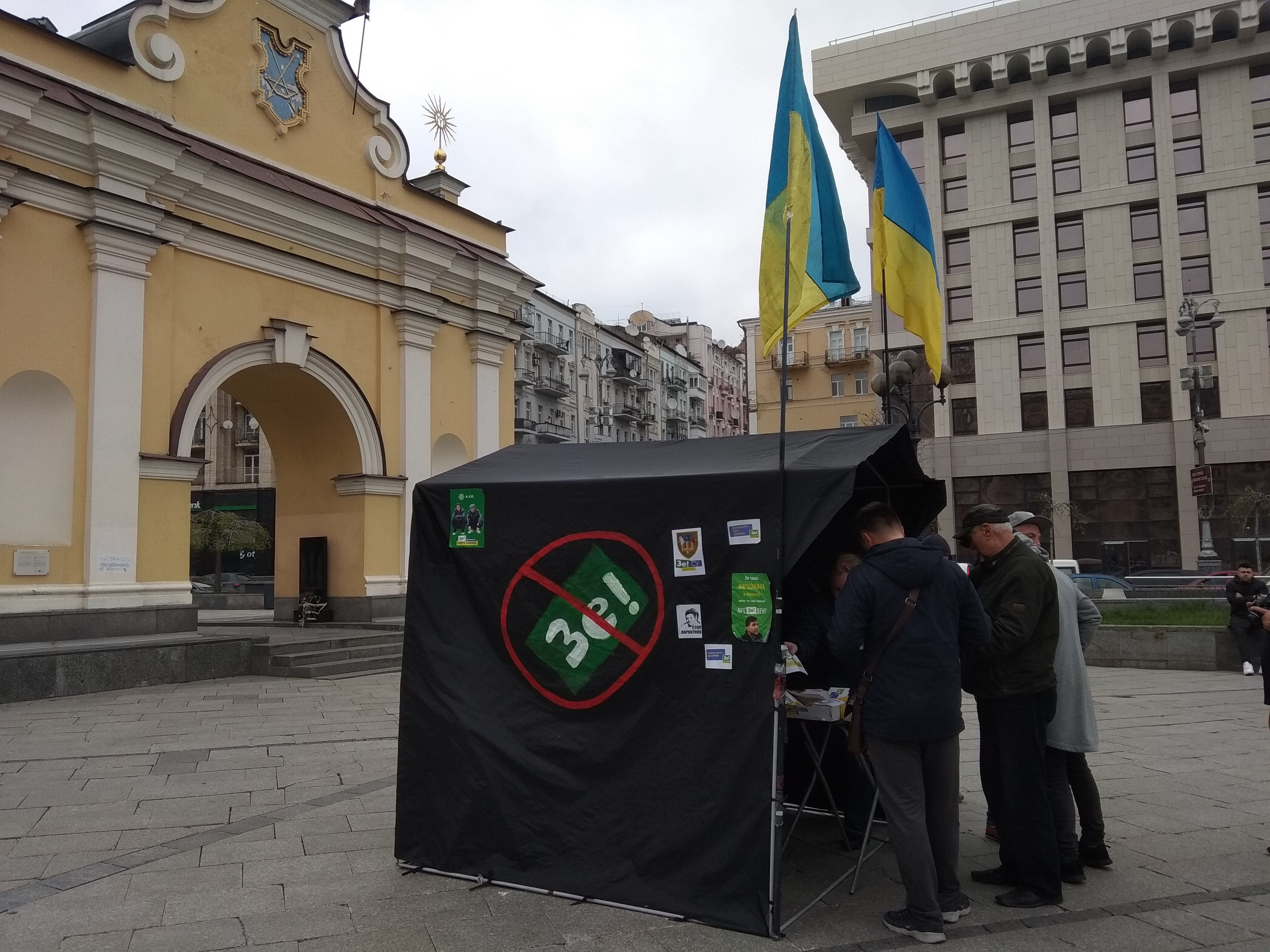
فعالان ضد زلنسکی در آستانه انتخابات ریاست جمهوری ۲۰۱۹

در مارس ۲۰۱۹، نویسنده و روشنفکر اوکراینی یوری آندروخویچ باور داشت که تیم ولودیمیر زلنسکی روگرفتی رقیق‌تر از «حزب مناطق» است.
در دسامبر ۲۰۱۸، میخایلو بساراب، مفسر سیاسی در روزنامه دن نوشت که زلنسکی «بیشترین دردسر را برای سیاستمداران و پوپولیست‌های هوادار روسیه به همراه خواهد داشت» زیرا «او نزدیک‌ترین رقیب و هماورد آنها است» و «بخشی از رای دهندگان هوادار روسیه و عوام ‌گرا را می‌رباید.»

## یادداشت
1. ↑  According to party leader Oleksandr Kornienko in May 2020.